# San-Damiano
San-Damiano (korsisch San Damianu; italienisch San Damiano) ist eine französische Gemeinde im Département Haute-Corse auf der Insel Korsika. Sie gehört zum Kanton Casinca-Fiumalto im Arrondissement Corte. Die Bewohner nennen sich Sandamianacci. Das Siedlungsgebiet liegt ungefähr auf 700 Metern über dem Meeresspiegel. Nachbargemeinden sind San-Gavino-d’Ampugnani, Pero-Casevecchie, Velone-Orneto, Piazzole, Polveroso und Croce, Ficaja und Scata.

## Bevölkerungsentwicklung
| Jahr                       | 1962 | 1968 | 1975 | 1982 | 1990 | 1999 | 2007 | 2016 |
| Einwohner                  | 105  | 71   | 65   | 58   | 34   | 38   | 47   | 57   |
| Quellen: Cassini und INSEE |      |      |      |      |      |      |      |      |

## Sehenswürdigkeiten

Kirche Saint-Côme-et-Saint-Damien

- Kirche Saint-Côme-et-Saint-Damien
- Kapelle Saint-Pancrace
- Kapelle Saint-Antoine-de-Padoue